# Serie A 1993-1994
La Serie A 1993-1994 è stata la 92ª edizione della massima serie del campionato italiano di calcio (la 62ª a girone unico), disputata tra il 29 agosto 1993 e il 1º maggio 1994 e conclusa con la vittoria del Milan, al suo quattordicesimo titolo, il terzo consecutivo.
Capocannoniere del torneo, per il secondo anno consecutivo, è stato Giuseppe Signori (Lazio) con 23 reti.

## Stagione

### Novità
Sul piano regolamentare si trattò dell'ultimo campionato italiano ad assegnare due punti per la vittoria. Due le squadre esordienti in massima serie, entrambe provenienti dall'Emilia-Romagna: la Reggiana, vincitrice del precedente campionato di Serie B, e il Piacenza che, in controtendenza rispetto a un calciomercato sempre più globale, non tesserò alcuno straniero.

### Calciomercato

Ruud Gullit, approdato alla dopo 6 anni di Milan, contribuì a riportare i doriani nella lotta-scudetto.

Accreditata in estate dagli addetti ai lavori quale principale favorita al titolo, l'Inter effettuò una sontuosa campagna acquisti: tra gli altri, per 25 miliardi di lire i nerazzurri si assicurarono dall'Ajax il giovane fuoriclasse olandese Bergkamp, affiancandogli il compagno di nazionale Jonk.

L'olandese Dennis Bergkamp, presentato come il colpo dell'estate, al contrario deluse in un' salvatasi solo al penultimo turno.

Il Milan campione in carica e la Juventus si contesero la coppia di terzini rivelazione del precedente campionato, Panucci e Fortunato del Genoa: il primo andò a Milano per 11 miliardi, mentre il secondo intraprese per 10 la strada di Torino. Dopo l'infortunio occorso a Boban a stagione iniziata, nella sessione autunnale i rossoneri si rinforzarono ulteriormente prelevando per circa 10 miliardi Desailly dai campioni d'Europa in carica del Olympique Marsiglia, l'unico nome di rilievo in un mercato altrimenti limitatosi alle seconde linee. I bianconeri completarono invece la rosa con Porrini, acquistato per 11 miliardi dall'Atalanta, e pescando dalla Serie B due punti di forza del Padova, l'esterno Di Livio e un promettente fantasista, il diciottenne Del Piero, strappato proprio alla concorrenza milanista per 5 miliardi.
Dietro alle tre big, una Sampdoria dalle rinnovate ambizioni si rinforzò con gli arrivi di Gullit dal Milan e Platt dalla Juventus. Nella capitale, la Roma nel frattempo passata sotto la proprietà di Franco Sensi acquistò l'attaccante Balbo dall'Udinese per 18 miliardi, mentre Cragnotti ne sborsò 13 per portare Marchegiani dal Torino alla Lazio – all'epoca un record per la valutazione di un portiere –; insieme a lui, nel mercato di novembre arrivò in biancoceleste anche la punta croata Bokšić. Il Parma dei Tanzi continuò nella sua opera di consolidamento ai vertici del calcio italiano, prelevando da un Napoli in difficoltà finanziarie Zola e Crippa per una spesa totale di 22 miliardi.

### Avvenimenti

#### Girone di andata
A proporsi inizialmente quali concorrenti del Milan risultarono le compagini torinesi, ben presto assistite in tal senso da Parma e Sampdoria. Gli stessi liguri, batterono in rimonta i rossoneri il 31 ottobre 1993, acquisirono temporaneamente il primato in compagnia della Juventus: mancando d'imporsi in trasferta contro un'Inter discontinua, risultati cui s'aggiunse il pari doriano nella stracittadina, ducali e bianconeri agevolarono il recupero di un Diavolo che il 5 dicembre si reimpossessò del comando solitario.
La prima fase di torneo annoverò Cagliari e Cremonese tra le maggiori rivelazioni, con il Lecce fanalino di coda; i bassifondi accolsero poi Udinese e Atalanta, con Piacenza e Foggia a vantare un lieve margine su Genoa e Reggiana. Col platonico titolo d'inverno appannaggio dei meneghini – dai quali sabaudi e blucerchiati lamentarono un ritardo di 3 punti – parmensi e granata furono chiamati a difendere le proprie posizioni dall'assalto delle romane e del Napoli.

#### Girone di ritorno

Il fantasista della, Roberto Baggio, 17 reti in campionato e insignito del Pallone d'oro 1993.

A fronte di una condanna per i salentini apparsa già ineluttabile, le nette involuzioni occorse a Cremonese e Inter finirono per sconvolgere gli obiettivi stagionali di entrambe le formazioni. Contraddittorio anche il cammino delle squadre capitoline, col laziale Signori laureatosi comunque, per la seconda volta consecutiva, migliore realizzatore del torneo.
Protagonista di un crescente distacco sulle inseguitrici, il Milan sembrò ipotecare la vittoria finale già in marzo; la porzione sinistra di classifica registrò inoltre l'ascesa del Foggia, candidatosi a sorpresa per un posto in zona UEFA. Complice l'anticipata resa del Lecce, piacentini e genoani tentarono di trarsi d'impaccio mentre maggiori preoccupazioni destava il quadro di friulani e orobici, con la Reggiana egualmente posta a rischio dall'aritmetica.

Sebastiano Rossi, portiere del campione d'Italia, festeggia dopo il 2-1 interno al Foggia del 27 febbraio 1994 in cui stabilì l'allora record d'imbattibilità della Serie A a girone unico (929'), che resisterà per 22 anni.

Crollate le speranze bergamasche all'inizio del mese di aprile, un pareggio dell'Udinese a San Siro confermò sul trono nazionale la squadra di Capello: in seconda posizione giunse la Vecchia Signora, con la Lazio terza per classifica avulsa. Crociati e partenopei riportarono a propria volta un biglietto per la UEFA, coi campani prevalsi allo sprint su Roma e Torino; discreti invece i piazzamenti di Cagliari e Cremonese, cui fece da contraltare la salvezza raggiunta in extremis da un'Inter che – tradendo clamorosamente i pronostici della vigilia – conseguì il suo peggiore piazzamento nella storia del girone unico, partecipando comunque alla successiva Coppa UEFA in qualità di detentrice.
Una vibrante domenica conclusiva decretò la caduta di Udinese e Piacenza, non senza strascichi polemici da parte degli emiliani: alle proteste dei biancorossi per i gol annullati contro Juventus e Parma nelle giornate finali si aggiunse l'anticipo della gara coi ducali, disposto per l'impegno della formazione di Scala in campo europeo. Il duplice nulla di fatto dei piacentini agevolò la salvezza dei rivali reggiani, prevalsi su un Milan imbottito di seconde linee nel turno finale: l'esito della gara ingenerò sospetti di una possibile combine, senza che le indagini appurassero tuttavia alcuna irregolarità.

## Squadre partecipanti

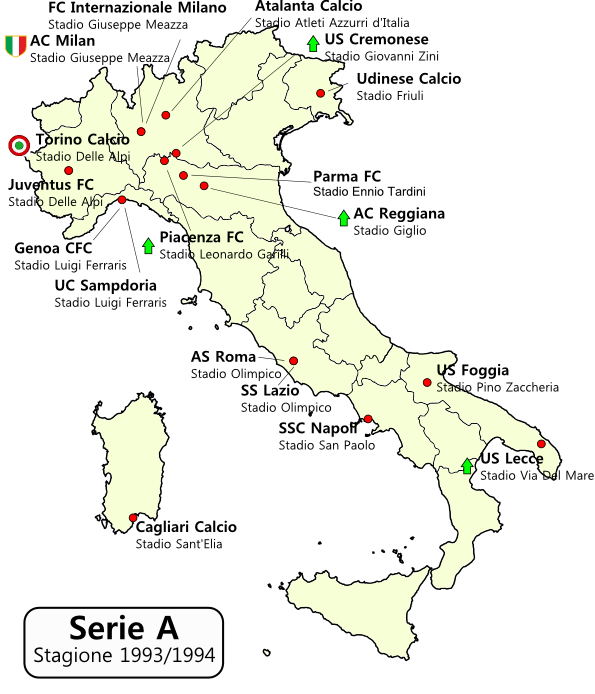
Distribuzione geografica delle squadre della Serie A 1993-1994

| Club      | Rosa     | Città         | Stadio                  | Stagione precedente           |
| --------- | -------- | ------------- | ----------------------- | ----------------------------- |
| Atalanta  | dettagli | Bergamo       | Stadio Comunale         | 8º posto in Serie A           |
| Cagliari  | dettagli | Cagliari      | Stadio Sant'Elia        | 6º posto in Serie A           |
| Cremonese | dettagli | Cremona       | Stadio Giovanni Zini    | 2º posto in Serie B, promossa |
| Foggia    | dettagli | Foggia        | Stadio Pino Zaccheria   | 12º posto in Serie A          |
| Genoa     | dettagli | Genova        | Stadio Luigi Ferraris   | 13º posto in Serie A          |
| Inter     | dettagli | Milano        | Stadio Giuseppe Meazza  | 2º posto in Serie A           |
| Juventus  | dettagli | Torino        | Stadio delle Alpi       | 4º posto in Serie A           |
| Lazio     | dettagli | Roma          | Stadio Olimpico di Roma | 5º posto in Serie A           |
| Lecce     | dettagli | Lecce         | Stadio Via del Mare     | 4º posto in Serie B, promosso |
| Milan     | dettagli | Milano        | Stadio Giuseppe Meazza  | 1º posto in Serie A           |
| Napoli    | dettagli | Napoli        | Stadio San Paolo        | 11º posto in Serie A          |
| Parma     | dettagli | Parma         | Stadio Ennio Tardini    | 3º posto in Serie A           |
| Piacenza  | dettagli | Piacenza      | Stadio Galleana         | 3º posto in Serie B, promosso |
| Reggiana  | dettagli | Reggio Emilia | Stadio Mirabello        | 1º posto in Serie B, promossa |
| Roma      | dettagli | Roma          | Stadio Olimpico di Roma | 10º posto in Serie A          |
| Sampdoria | dettagli | Genova        | Stadio Luigi Ferraris   | 7º posto in Serie A           |
| Torino    | dettagli | Torino        | Stadio delle Alpi       | 9º posto in Serie A           |
| Udinese   | dettagli | Udine         | Stadio Friuli           | 14º posto in Serie A          |

## Allenatori e primatisti
| Squadra   | Allenatore                                                                | Calciatore più presente                                              | Cannoniere                   |
| --------- | ------------------------------------------------------------------------- | -------------------------------------------------------------------- | ---------------------------- |
| Atalanta  | Francesco Guidolin (1ª-10ª) Andrea Valdinoci e Cesare Prandelli (11ª-34ª) | Oscar Magoni (30)                                                    | Maurizio Ganz (9)            |
| Cagliari  | Luigi Radice (1ª) Bruno Giorgi (2ª-34ª)                                   | Valerio Fiori (34)                                                   | Julio César Dely Valdés (13) |
| Cremonese | Luigi Simoni                                                              | Marco Giandebiaggi, Luigi Gualco, Riccardo Maspero, Luigi Turci (33) | Andrea Tentoni (11)          |
| Foggia    | Zdeněk Zeman                                                              | Pier Luigi Nicoli (32)                                               | Bryan Roy (12)               |
| Genoa     | Claudio Maselli (1ª-16ª) Franco Scoglio (17ª-34ª)                         | Gennaro Ruotolo (34)                                                 | Tomáš Skuhravý (9)           |
| Inter     | Osvaldo Bagnoli (1ª-22ª) Gianpiero Marini (23ª-34ª)                       | Walter Zenga (32)                                                    | Rubén Sosa (16)              |
| Juventus  | Giovanni Trapattoni                                                       | Angelo Di Livio (33)                                                 | Roberto Baggio (17)          |
| Lazio     | Dino Zoff                                                                 | Aron Winter (34)                                                     | Giuseppe Signori (23)        |
| Lecce     | Nedo Sonetti (1ª-11ª) Rino Marchesi (12ª-34ª)                             | Rosario Biondo, Giampaolo Ceramicola, Giuseppe Gatta, Gérson (31)    | Paolo Baldieri (7)           |
| Milan     | Fabio Capello                                                             | Roberto Donadoni (32)                                                | Daniele Massaro (11)         |
| Napoli    | Marcello Lippi                                                            | Enzo Gambaro, Fabio Pecchia (33)                                     | Daniel Fonseca (15)          |
| Parma     | Nevio Scala                                                               | Lorenzo Minotti, Gianfranco Zola (33)                                | Gianfranco Zola (18)         |
| Piacenza  | Luigi Cagni                                                               | Massimo Taibi (34)                                                   | Gianpietro Piovani (6)       |
| Reggiana  | Giuseppe Marchioro                                                        | Eugenio Sgarbossa (34)                                               | Michele Padovano (10)        |
| Roma      | Carlo Mazzone                                                             | Amedeo Carboni (32)                                                  | Abel Balbo (12)              |
| Sampdoria | Sergio Santarini e Sven-Göran Eriksson (D.T.)                             | Attilio Lombardo, Gianluca Pagliuca (34)                             | Ruud Gullit (15)             |
| Torino    | Emiliano Mondonico                                                        | Giovanni Galli, Andrea Silenzi, Giorgio Venturin (31)                | Andrea Silenzi (17)          |
| Udinese   | Azeglio Vicini (1ª-6ª) Adriano Fedele (7ª-34ª)                            | Alessandro Calori (32)                                               | Marco Branca (14)            |

## Classifica finale
|        | Pos. | Squadra   | Pt | G  | V  | N  | P  | GF | GS | DR  |
| ------ | ---- | --------- | -- | -- | -- | -- | -- | -- | -- | --- |
|        | 1.   | Milan     | 50 | 34 | 19 | 12 | 3  | 36 | 15 | +21 |
|        | 2.   | Juventus  | 47 | 34 | 17 | 13 | 4  | 58 | 25 | +33 |
|        | 3.   | Lazio     | 44 | 34 | 17 | 10 | 7  | 55 | 40 | +15 |
| [ 45 ] | 4.   | Sampdoria | 44 | 34 | 18 | 8  | 8  | 64 | 39 | +25 |
|        | 5.   | Parma     | 41 | 34 | 17 | 7  | 10 | 50 | 35 | +15 |
|        | 6.   | Napoli    | 36 | 34 | 12 | 12 | 10 | 41 | 35 | +6  |
|        | 7.   | Roma      | 35 | 34 | 10 | 15 | 9  | 35 | 30 | +5  |
|        | 8.   | Torino    | 34 | 34 | 11 | 12 | 11 | 39 | 37 | +2  |
|        | 9.   | Foggia    | 33 | 34 | 10 | 13 | 11 | 46 | 46 | 0   |
|        | 10.  | Genoa     | 32 | 34 | 8  | 16 | 10 | 32 | 40 | -8  |
|        | 11.  | Cremonese | 32 | 34 | 9  | 14 | 11 | 41 | 41 | 0   |
|        | 12.  | Cagliari  | 32 | 34 | 10 | 12 | 12 | 39 | 48 | -9  |
| [ 46 ] | 13.  | Inter     | 31 | 34 | 11 | 9  | 14 | 46 | 45 | +1  |
|        | 14.  | Reggiana  | 31 | 34 | 10 | 11 | 13 | 29 | 37 | -8  |
|        | 15.  | Piacenza  | 30 | 34 | 8  | 14 | 12 | 32 | 43 | -11 |
|        | 16.  | Udinese   | 28 | 34 | 7  | 14 | 13 | 35 | 48 | -13 |
|        | 17.  | Atalanta  | 21 | 34 | 5  | 11 | 18 | 35 | 65 | -30 |
|        | 18.  | Lecce     | 11 | 34 | 3  | 5  | 26 | 28 | 72 | -44 |

Legenda:
      Campione d'Italia e qualificato alla UEFA Champions League 1994-1995.
      Qualificate alla Coppa UEFA 1994-1995.
      Qualificata alla Coppa delle Coppe 1994-1995.
      Retrocessi in Serie B 1994-1995.
Regolamento:
Due punti a vittoria, uno a pareggio, zero a sconfitta.
A parità di punti valeva la classifica avulsa, eccetto per l'assegnazione dello scudetto, dei posti salvezza-retrocessione e qualificazione-esclusione dalla Coppa UEFA per i quali era previsto uno spareggio.

### Squadra campione
| Formazione tipo | Giocatori (presenze)       |
| --- | -------------------------- |
| Rossi Tassotti Costacurta Baresi Maldini Desailly Eranio Albertini Boban Donadoni Massaro | Sebastiano Rossi (31)      |
| Rossi Tassotti Costacurta Baresi Maldini Desailly Eranio Albertini Boban Donadoni Massaro | Mauro Tassotti (21)        |
| Rossi Tassotti Costacurta Baresi Maldini Desailly Eranio Albertini Boban Donadoni Massaro | Alessandro Costacurta (30) |
| Rossi Tassotti Costacurta Baresi Maldini Desailly Eranio Albertini Boban Donadoni Massaro | Franco Baresi (31)         |
| Rossi Tassotti Costacurta Baresi Maldini Desailly Eranio Albertini Boban Donadoni Massaro | Paolo Maldini (30)         |
| Rossi Tassotti Costacurta Baresi Maldini Desailly Eranio Albertini Boban Donadoni Massaro | Marcel Desailly (21)       |
| Rossi Tassotti Costacurta Baresi Maldini Desailly Eranio Albertini Boban Donadoni Massaro | Stefano Eranio (21)        |
| Rossi Tassotti Costacurta Baresi Maldini Desailly Eranio Albertini Boban Donadoni Massaro | Demetrio Albertini (26)    |
| Rossi Tassotti Costacurta Baresi Maldini Desailly Eranio Albertini Boban Donadoni Massaro | Zvonimir Boban (20)        |
| Rossi Tassotti Costacurta Baresi Maldini Desailly Eranio Albertini Boban Donadoni Massaro | Roberto Donadoni (32)      |
| Rossi Tassotti Costacurta Baresi Maldini Desailly Eranio Albertini Boban Donadoni Massaro | Daniele Massaro (29)       |
| Altri giocatori: Jean-Pierre Papin (18), Marco Simone (25), Dejan Savićević (20), Christian Panucci (19), Alessandro Orlando (13), Angelo Carbone (9), Brian Laudrup (9), Filippo Galli (8), Gianluigi Lentini (7), Florin Răducioiu (7), Fernando De Napoli (5), Mario Ielpo (3), Stefano Nava (3). |                            |

## Risultati

### Tabellone
|           | ATA  | CAG  | CRE  | FOG  | GEN  | INT  | JUV  | LAZ  | LEC  | MIL  | NAP  | PAR  | PIA  | REG  | ROM  | SAM  | TOR  | UDI  |
| --------- | ---- | ---- | ---- | ---- | ---- | ---- | ---- | ---- | ---- | ---- | ---- | ---- | ---- | ---- | ---- | ---- | ---- | ---- |
| Atalanta  | –––– | 5-2  | 0-0  | 1-1  | 2-1  | 2-1  | 1-3  | 1-1  | 3-4  | 0-1  | 1-1  | 0-2  | 0-0  | 2-1  | 1-1  | 1-4  | 2-2  | 1-1  |
| Cagliari  | 1-1  | –––– | 0-0  | 1-1  | 0-0  | 1-0  | 0-1  | 4-1  | 2-1  | 0-0  | 1-2  | 0-4  | 2-0  | 3-0  | 1-1  | 0-0  | 2-1  | 1-2  |
| Cremonese | 2-0  | 3-1  | –––– | 2-0  | 1-1  | 1-4  | 1-1  | 1-0  | 2-1  | 0-2  | 2-0  | 0-0  | 4-0  | 1-1  | 1-1  | 0-0  | 1-1  | 1-1  |
| Foggia    | 1-1  | 0-1  | 1-1  | –––– | 3-0  | 1-1  | 1-1  | 4-1  | 5-0  | 1-1  | 0-1  | 3-2  | 1-0  | 1-0  | 1-1  | 1-2  | 1-0  | 2-2  |
| Genoa     | 2-1  | 1-1  | 1-0  | 1-4  | –––– | 1-0  | 1-1  | 1-1  | 2-0  | 0-0  | 0-0  | 0-4  | 0-1  | 0-0  | 2-0  | 1-1  | 1-1  | 3-0  |
| Inter     | 1-2  | 3-3  | 2-1  | 3-1  | 1-3  | –––– | 2-2  | 1-2  | 4-1  | 1-2  | 0-0  | 3-2  | 2-0  | 2-1  | 2-2  | 3-0  | 0-0  | 1-0  |
| Juventus  | 2-1  | 1-1  | 1-0  | 2-0  | 4-0  | 1-0  | –––– | 6-1  | 5-1  | 0-1  | 1-0  | 4-0  | 2-0  | 4-0  | 0-0  | 3-1  | 3-2  | 1-0  |
| Lazio     | 3-1  | 4-0  | 4-2  | 0-0  | 4-0  | 0-0  | 3-1  | –––– | 3-0  | 0-1  | 3-0  | 2-1  | 1-0  | 2-0  | 1-0  | 1-1  | 1-2  | 2-1  |
| Lecce     | 5-1  | 0-1  | 2-4  | 0-2  | 0-0  | 1-3  | 1-1  | 1-2  | –––– | 0-1  | 0-1  | 1-1  | 1-1  | 2-4  | 0-2  | 0-3  | 1-2  | 1-0  |
| Milan     | 2-0  | 2-1  | 1-0  | 2-1  | 1-0  | 2-1  | 1-1  | 0-0  | 0-0  | –––– | 2-1  | 1-1  | 2-0  | 0-1  | 2-0  | 1-0  | 1-0  | 2-2  |
| Napoli    | 4-0  | 1-2  | 2-1  | 1-1  | 1-1  | 0-0  | 0-0  | 1-2  | 3-1  | 1-0  | –––– | 2-0  | 0-0  | 5-0  | 1-1  | 1-2  | 0-0  | 2-1  |
| Parma     | 2-1  | 3-1  | 2-1  | 3-0  | 2-1  | 4-1  | 2-0  | 2-0  | 1-0  | 0-0  | 1-3  | –––– | 0-0  | 1-0  | 0-2  | 2-1  | 3-0  | 0-1  |
| Piacenza  | 4-0  | 1-1  | 1-1  | 5-4  | 1-1  | 2-1  | 0-0  | 1-2  | 2-1  | 0-0  | 1-1  | 1-1  | –––– | 3-2  | 1-0  | 2-1  | 0-3  | 0-0  |
| Reggiana  | 3-0  | 3-1  | 2-0  | 0-0  | 1-1  | 1-0  | 0-0  | 0-0  | 1-0  | 0-1  | 1-0  | 2-0  | 1-1  | –––– | 0-0  | 1-1  | 1-0  | 1-1  |
| Roma      | 2-1  | 2-0  | 1-2  | 0-0  | 1-1  | 1-1  | 2-1  | 1-1  | 3-0  | 0-2  | 2-3  | 2-0  | 3-1  | 0-0  | –––– | 0-1  | 2-0  | 0-2  |
| Sampdoria | 3-1  | 1-2  | 3-1  | 6-0  | 1-1  | 3-1  | 1-1  | 3-4  | 2-1  | 3-2  | 4-1  | 1-1  | 2-1  | 1-0  | 0-1  | –––– | 1-0  | 6-2  |
| Torino    | 2-1  | 2-1  | 1-1  | 1-4  | 2-0  | 2-0  | 1-1  | 1-1  | 3-0  | 0-0  | 1-1  | 1-2  | 1-0  | 2-0  | 1-1  | 2-3  | –––– | 1-0  |
| Udinese   | 0-0  | 1-1  | 3-3  | 3-0  | 0-4  | 0-1  | 0-3  | 2-2  | 2-1  | 0-0  | 3-1  | 0-1  | 2-2  | 2-1  | 0-0  | 0-2  | 1-1  | –––– |

### Calendario
In programma dal 29 agosto 1993 al 1º maggio 1994, la stagione prevedeva un turno infrasettimanale (8 settembre 1993) e 3 soste: 10 ottobre, 14 novembre 1993 (per impegni della Nazionale) e 26 dicembre 1993 (quest'ultima per la pausa natalizia).
In accordo con la pay TV, la Lega dispose regolarmente un posticipo domenicale (alle 20:30) dalla 1ª alla 28ª giornata: il nuovo format fu inaugurato da Lazio-Foggia del 29 agosto 1993, con l'inizio delle gare pomeridiane ritardato tra l'altro di 15' per un'iniziativa di protesta della Associazione Italiana Calciatori.
| andata (1ª) | andata (1ª) | 1ª giornata        | ritorno (18ª) | ritorno (18ª) |
|             |             |                    |               |               |
| 29 ago.     | 5-2         | Atalanta-Cagliari  | 1-1           | 9 gen.        |
| 29 ago.     | 2-0         | Genoa-Roma         | 1-1           | 9 gen.        |
| 29 ago.     | 2-1         | Inter-Reggiana     | 0-1           | 9 gen.        |
| 29 ago.     | 1-0         | Juventus-Cremonese | 1-1           | 9 gen.        |
| 29 ago.     | 0-0         | Lazio-Foggia       | 1-4           | 9 gen.        |
| 29 ago.     | 0-1         | Lecce-Milan        | 0-0           | 9 gen.        |
| 29 ago.     | 1-2         | Napoli-Sampdoria   | 1-4           | 9 gen.        |
| 29 ago.     | 0-3         | Piacenza-Torino    | 0-1           | 9 gen.        |
| 29 ago.     | 0-1         | Udinese-Parma      | 1-0           | 9 gen.        |

| andata (2ª) | andata (2ª) | 2ª giornata        | ritorno (19ª) | ritorno (19ª) |
|             |             |                    |               |               |
| 5 set.      | 1-2         | Cagliari-Udinese   | 1-1           | 16 gen.       |
| 5 set.      | 2-0         | Cremonese-Napoli   | 1-2           | 16 gen.       |
| 5 set.      | 1-1         | Foggia-Inter       | 1-3           | 16 gen.       |
| 5 set.      | 1-0         | Milan-Genoa        | 0-0           | 16 gen.       |
| 5 set.      | 1-0         | Parma-Lecce        | 1-1           | 16 gen.       |
| 5 set.      | 0-0         | Reggiana-Lazio     | 0-2           | 16 gen.       |
| 5 set.      | 2-1         | Roma-Juventus      | 0-0           | 16 gen.       |
| 5 set.      | 2-1         | Sampdoria-Piacenza | 1-2           | 16 gen.       |
| 5 set.      | 2-1         | Torino-Atalanta    | 2-2           | 16 gen.       |

| andata (1ª) | andata (1ª) | 1ª giornata        | ritorno (18ª) | ritorno (18ª) |
|             |             |                    |               |               |
| 29 ago.     | 5-2         | Atalanta-Cagliari  | 1-1           | 9 gen.        |
| 29 ago.     | 2-0         | Genoa-Roma         | 1-1           | 9 gen.        |
| 29 ago.     | 2-1         | Inter-Reggiana     | 0-1           | 9 gen.        |
| 29 ago.     | 1-0         | Juventus-Cremonese | 1-1           | 9 gen.        |
| 29 ago.     | 0-0         | Lazio-Foggia       | 1-4           | 9 gen.        |
| 29 ago.     | 0-1         | Lecce-Milan        | 0-0           | 9 gen.        |
| 29 ago.     | 1-2         | Napoli-Sampdoria   | 1-4           | 9 gen.        |
| 29 ago.     | 0-3         | Piacenza-Torino    | 0-1           | 9 gen.        |
| 29 ago.     | 0-1         | Udinese-Parma      | 1-0           | 9 gen.        |

| andata (2ª) | andata (2ª) | 2ª giornata        | ritorno (19ª) | ritorno (19ª) |
|             |             |                    |               |               |
| 5 set.      | 1-2         | Cagliari-Udinese   | 1-1           | 16 gen.       |
| 5 set.      | 2-0         | Cremonese-Napoli   | 1-2           | 16 gen.       |
| 5 set.      | 1-1         | Foggia-Inter       | 1-3           | 16 gen.       |
| 5 set.      | 1-0         | Milan-Genoa        | 0-0           | 16 gen.       |
| 5 set.      | 1-0         | Parma-Lecce        | 1-1           | 16 gen.       |
| 5 set.      | 0-0         | Reggiana-Lazio     | 0-2           | 16 gen.       |
| 5 set.      | 2-1         | Roma-Juventus      | 0-0           | 16 gen.       |
| 5 set.      | 2-1         | Sampdoria-Piacenza | 1-2           | 16 gen.       |
| 5 set.      | 2-1         | Torino-Atalanta    | 2-2           | 16 gen.       |

| andata (3ª) | andata (3ª) | 3ª giornata        | ritorno (20ª) | ritorno (20ª) |
|             |             |                    |               |               |
| 8 set.      | 2-1         | Atalanta-Reggiana  | 0-3           | 23 gen.       |
| 8 set.      | 1-1         | Genoa-Cagliari     | 0-0           | 23 gen.       |
| 8 set.      | 2-1         | Inter-Cremonese    | 4-1           | 23 gen.       |
| 8 set.      | 3-1         | Juventus-Sampdoria | 1-1           | 23 gen.       |
| 8 set.      | 2-1         | Lazio-Parma        | 0-2           | 23 gen.       |
| 8 set.      | 0-2         | Lecce-Foggia       | 0-5           | 23 gen.       |
| 8 set.      | 0-0         | Napoli-Torino      | 1-1           | 23 gen.       |
| 8 set.      | 0-0         | Piacenza-Milan     | 0-2           | 23 gen.       |
| 8 set.      | 0-0         | Udinese-Roma       | 2-0           | 23 gen.       |

| andata (4ª) | andata (4ª) | 4ª giornata       | ritorno (21ª) | ritorno (21ª) |
|             |             |                   |               |               |
| 12 set.     | 1-0         | Cagliari-Inter    | 3-3           | 30 gen.       |
| 12 set.     | 1-0         | Cremonese-Lazio   | 2-4           | 30 gen.       |
| 12 set.     | 1-1         | Foggia-Juventus   | 0-2           | 30 gen.       |
| 12 set.     | 2-0         | Milan-Atalanta    | 1-0           | 30 gen.       |
| 12 set.     | 2-1         | Parma-Genoa       | 4-0           | 30 gen.       |
| 12 set.     | 1-1         | Reggiana-Piacenza | 2-3           | 30 gen.       |
| 12 set.     | 2-3         | Roma-Napoli       | 1-1           | 30 gen.       |
| 12 set.     | 2-1         | Sampdoria-Lecce   | 3-0           | 30 gen.       |
| 12 set.     | 1-0         | Torino-Udinese    | 1-1           | 30 gen.       |

| andata (3ª) | andata (3ª) | 3ª giornata        | ritorno (20ª) | ritorno (20ª) |
|             |             |                    |               |               |
| 8 set.      | 2-1         | Atalanta-Reggiana  | 0-3           | 23 gen.       |
| 8 set.      | 1-1         | Genoa-Cagliari     | 0-0           | 23 gen.       |
| 8 set.      | 2-1         | Inter-Cremonese    | 4-1           | 23 gen.       |
| 8 set.      | 3-1         | Juventus-Sampdoria | 1-1           | 23 gen.       |
| 8 set.      | 2-1         | Lazio-Parma        | 0-2           | 23 gen.       |
| 8 set.      | 0-2         | Lecce-Foggia       | 0-5           | 23 gen.       |
| 8 set.      | 0-0         | Napoli-Torino      | 1-1           | 23 gen.       |
| 8 set.      | 0-0         | Piacenza-Milan     | 0-2           | 23 gen.       |
| 8 set.      | 0-0         | Udinese-Roma       | 2-0           | 23 gen.       |

| andata (4ª) | andata (4ª) | 4ª giornata       | ritorno (21ª) | ritorno (21ª) |
|             |             |                   |               |               |
| 12 set.     | 1-0         | Cagliari-Inter    | 3-3           | 30 gen.       |
| 12 set.     | 1-0         | Cremonese-Lazio   | 2-4           | 30 gen.       |
| 12 set.     | 1-1         | Foggia-Juventus   | 0-2           | 30 gen.       |
| 12 set.     | 2-0         | Milan-Atalanta    | 1-0           | 30 gen.       |
| 12 set.     | 2-1         | Parma-Genoa       | 4-0           | 30 gen.       |
| 12 set.     | 1-1         | Reggiana-Piacenza | 2-3           | 30 gen.       |
| 12 set.     | 2-3         | Roma-Napoli       | 1-1           | 30 gen.       |
| 12 set.     | 2-1         | Sampdoria-Lecce   | 3-0           | 30 gen.       |
| 12 set.     | 1-0         | Torino-Udinese    | 1-1           | 30 gen.       |

| andata (5ª) | andata (5ª) | 5ª giornata        | ritorno (22ª) | ritorno (22ª) |
|             |             |                    |               |               |
| 19 set.     | 0-0         | Atalanta-Cremonese | 0-2           | 6 feb.        |
| 19 set.     | 0-1         | Foggia-Cagliari    | 1-1           | 6 feb.        |
| 19 set.     | 0-0         | Genoa-Napoli       | 1-1           | 6 feb.        |
| 19 set.     | 4-0         | Juventus-Reggiana  | 0-0           | 6 feb.        |
| 19 set.     | 0-0         | Lazio-Inter        | 2-1           | 6 feb.        |
| 19 set.     | 2-0         | Milan-Roma         | 2-0           | 6 feb.        |
| 19 set.     | 3-0         | Parma-Torino       | 2-1           | 6 feb.        |
| 19 set.     | 2-1         | Piacenza-Lecce     | 1-1           | 6 feb.        |
| 19 set.     | 0-2         | Udinese-Sampdoria  | 2-6           | 6 feb.        |

| andata (6ª) | andata (6ª) | 6ª giornata     | ritorno (23ª) | ritorno (23ª) |
|             |             |                 |               |               |
| 26 set.     | 4-1         | Cagliari-Lazio  | 0-4           | 13 feb.       |
| 26 set.     | 0-2         | Cremonese-Milan | 0-1           | 13 feb.       |
| 26 set.     | 2-0         | Inter-Piacenza  | 1-2           | 13 feb.       |
| 26 set.     | 1-1         | Lecce-Juventus  | 1-5           | 13 feb.       |
| 26 set.     | 2-1         | Napoli-Udinese  | 1-3           | 13 feb.       |
| 26 set.     | 0-0         | Reggiana-Foggia | 0-1           | 13 feb.       |
| 26 set.     | 2-1         | Roma-Atalanta   | 1-1           | 13 feb.       |
| 26 set.     | 1-1         | Sampdoria-Parma | 1-2           | 13 feb.       |
| 26 set.     | 2-0         | Torino-Genoa    | 1-1           | 13 feb.       |

| andata (5ª) | andata (5ª) | 5ª giornata        | ritorno (22ª) | ritorno (22ª) |
|             |             |                    |               |               |
| 19 set.     | 0-0         | Atalanta-Cremonese | 0-2           | 6 feb.        |
| 19 set.     | 0-1         | Foggia-Cagliari    | 1-1           | 6 feb.        |
| 19 set.     | 0-0         | Genoa-Napoli       | 1-1           | 6 feb.        |
| 19 set.     | 4-0         | Juventus-Reggiana  | 0-0           | 6 feb.        |
| 19 set.     | 0-0         | Lazio-Inter        | 2-1           | 6 feb.        |
| 19 set.     | 2-0         | Milan-Roma         | 2-0           | 6 feb.        |
| 19 set.     | 3-0         | Parma-Torino       | 2-1           | 6 feb.        |
| 19 set.     | 2-1         | Piacenza-Lecce     | 1-1           | 6 feb.        |
| 19 set.     | 0-2         | Udinese-Sampdoria  | 2-6           | 6 feb.        |

| andata (6ª) | andata (6ª) | 6ª giornata     | ritorno (23ª) | ritorno (23ª) |
|             |             |                 |               |               |
| 26 set.     | 4-1         | Cagliari-Lazio  | 0-4           | 13 feb.       |
| 26 set.     | 0-2         | Cremonese-Milan | 0-1           | 13 feb.       |
| 26 set.     | 2-0         | Inter-Piacenza  | 1-2           | 13 feb.       |
| 26 set.     | 1-1         | Lecce-Juventus  | 1-5           | 13 feb.       |
| 26 set.     | 2-1         | Napoli-Udinese  | 1-3           | 13 feb.       |
| 26 set.     | 0-0         | Reggiana-Foggia | 0-1           | 13 feb.       |
| 26 set.     | 2-1         | Roma-Atalanta   | 1-1           | 13 feb.       |
| 26 set.     | 1-1         | Sampdoria-Parma | 1-2           | 13 feb.       |
| 26 set.     | 2-0         | Torino-Genoa    | 1-1           | 13 feb.       |

| andata (7ª) | andata (7ª) | 7ª giornata        | ritorno (24ª) | ritorno (24ª) |
|             |             |                    |               |               |
| 3 ott.      | 1-4         | Atalanta-Sampdoria | 1-3           | 20 feb.       |
| 3 ott.      | 0-0         | Genoa-Reggiana     | 1-1           | 20 feb.       |
| 3 ott.      | 3-2         | Juventus-Torino    | 1-1           | 20 feb.       |
| 3 ott.      | 0-0         | Milan-Lazio        | 1-0           | 20 feb.       |
| 3 ott.      | 0-0         | Napoli-Inter       | 0-0           | 20 feb.       |
| 3 ott.      | 3-0         | Parma-Foggia       | 2-3           | 20 feb.       |
| 3 ott.      | 1-1         | Piacenza-Cagliari  | 0-2           | 20 feb.       |
| 3 ott.      | 1-2         | Roma-Cremonese     | 1-1           | 20 feb.       |
| 3 ott.      | 2-1         | Udinese-Lecce      | 0-1           | 20 feb.       |

| andata (8ª) | andata (8ª) | 8ª giornata       | ritorno (25ª) | ritorno (25ª) |
|             |             |                   |               |               |
| 17 ott.     | 1-2         | Cagliari-Napoli   | 2-1           | 27 feb.       |
| 17 ott.     | 0-0         | Cremonese-Parma   | 1-2           | 27 feb.       |
| 17 ott.     | 1-1         | Foggia-Milan      | 1-2           | 27 feb.       |
| 17 ott.     | 0-0         | Inter-Torino      | 0-2           | 27 feb.       |
| 17 ott.     | 2-1         | Juventus-Atalanta | 3-1           | 27 feb.       |
| 17 ott.     | 1-0         | Lazio-Piacenza    | 2-1           | 27 feb.       |
| 17 ott.     | 0-0         | Lecce-Genoa       | 0-2           | 27 feb.       |
| 17 ott.     | 1-1         | Reggiana-Udinese  | 1-2           | 27 feb.       |
| 17 ott.     | 0-1         | Sampdoria-Roma    | 1-0           | 27 feb.       |

| andata (7ª) | andata (7ª) | 7ª giornata        | ritorno (24ª) | ritorno (24ª) |
|             |             |                    |               |               |
| 3 ott.      | 1-4         | Atalanta-Sampdoria | 1-3           | 20 feb.       |
| 3 ott.      | 0-0         | Genoa-Reggiana     | 1-1           | 20 feb.       |
| 3 ott.      | 3-2         | Juventus-Torino    | 1-1           | 20 feb.       |
| 3 ott.      | 0-0         | Milan-Lazio        | 1-0           | 20 feb.       |
| 3 ott.      | 0-0         | Napoli-Inter       | 0-0           | 20 feb.       |
| 3 ott.      | 3-0         | Parma-Foggia       | 2-3           | 20 feb.       |
| 3 ott.      | 1-1         | Piacenza-Cagliari  | 0-2           | 20 feb.       |
| 3 ott.      | 1-2         | Roma-Cremonese     | 1-1           | 20 feb.       |
| 3 ott.      | 2-1         | Udinese-Lecce      | 0-1           | 20 feb.       |

| andata (8ª) | andata (8ª) | 8ª giornata       | ritorno (25ª) | ritorno (25ª) |
|             |             |                   |               |               |
| 17 ott.     | 1-2         | Cagliari-Napoli   | 2-1           | 27 feb.       |
| 17 ott.     | 0-0         | Cremonese-Parma   | 1-2           | 27 feb.       |
| 17 ott.     | 1-1         | Foggia-Milan      | 1-2           | 27 feb.       |
| 17 ott.     | 0-0         | Inter-Torino      | 0-2           | 27 feb.       |
| 17 ott.     | 2-1         | Juventus-Atalanta | 3-1           | 27 feb.       |
| 17 ott.     | 1-0         | Lazio-Piacenza    | 2-1           | 27 feb.       |
| 17 ott.     | 0-0         | Lecce-Genoa       | 0-2           | 27 feb.       |
| 17 ott.     | 1-1         | Reggiana-Udinese  | 1-2           | 27 feb.       |
| 17 ott.     | 0-1         | Sampdoria-Roma    | 1-0           | 27 feb.       |

| andata (9ª) | andata (9ª) | 9ª giornata        | ritorno (26ª) | ritorno (26ª) |
|             |             |                    |               |               |
| 24 ott.     | 1-1         | Atalanta-Foggia    | 1-1           | 6 mar.        |
| 24 ott.     | 3-1         | Cremonese-Cagliari | 0-0           | 6 mar.        |
| 24 ott.     | 0-1         | Genoa-Piacenza     | 1-1           | 6 mar.        |
| 24 ott.     | 1-1         | Milan-Juventus     | 1-0           | 6 mar.        |
| 24 ott.     | 3-1         | Napoli-Lecce       | 1-0           | 6 mar.        |
| 24 ott.     | 1-0         | Parma-Reggiana     | 0-2           | 6 apr.        |
| 24 ott.     | 1-1         | Roma-Lazio         | 0-1           | 6 mar.        |
| 24 ott.     | 2-3         | Torino-Sampdoria   | 0-1           | 6 mar.        |
| 24 ott.     | 0-1         | Udinese-Inter      | 0-1           | 6 mar.        |

| andata (10ª) | andata (10ª) | 10ª giornata     | ritorno (27ª) | ritorno (27ª) |
|              |              |                  |               |               |
| 31 ott.      | 2-1          | Cagliari-Torino  | 1-2           | 13 mar.       |
| 31 ott.      | 1-1          | Foggia-Cremonese | 0-2           | 13 mar.       |
| 31 ott.      | 3-2          | Inter-Parma      | 1-4           | 13 mar.       |
| 31 ott.      | 4-0          | Juventus-Genoa   | 1-1           | 13 mar.       |
| 31 ott.      | 2-1          | Lazio-Udinese    | 2-2           | 13 mar.       |
| 31 ott.      | 5-1          | Lecce-Atalanta   | 4-3           | 13 mar.       |
| 31 ott.      | 1-1          | Piacenza-Napoli  | 0-0           | 13 mar.       |
| 31 ott.      | 0-0          | Reggiana-Roma    | 0-0           | 13 mar.       |
| 31 ott.      | 3-2          | Sampdoria-Milan  | 0-1           | 13 mar.       |

| andata (9ª) | andata (9ª) | 9ª giornata        | ritorno (26ª) | ritorno (26ª) |
|             |             |                    |               |               |
| 24 ott.     | 1-1         | Atalanta-Foggia    | 1-1           | 6 mar.        |
| 24 ott.     | 3-1         | Cremonese-Cagliari | 0-0           | 6 mar.        |
| 24 ott.     | 0-1         | Genoa-Piacenza     | 1-1           | 6 mar.        |
| 24 ott.     | 1-1         | Milan-Juventus     | 1-0           | 6 mar.        |
| 24 ott.     | 3-1         | Napoli-Lecce       | 1-0           | 6 mar.        |
| 24 ott.     | 1-0         | Parma-Reggiana     | 0-2           | 6 apr.        |
| 24 ott.     | 1-1         | Roma-Lazio         | 0-1           | 6 mar.        |
| 24 ott.     | 2-3         | Torino-Sampdoria   | 0-1           | 6 mar.        |
| 24 ott.     | 0-1         | Udinese-Inter      | 0-1           | 6 mar.        |

| andata (10ª) | andata (10ª) | 10ª giornata     | ritorno (27ª) | ritorno (27ª) |
|              |              |                  |               |               |
| 31 ott.      | 2-1          | Cagliari-Torino  | 1-2           | 13 mar.       |
| 31 ott.      | 1-1          | Foggia-Cremonese | 0-2           | 13 mar.       |
| 31 ott.      | 3-2          | Inter-Parma      | 1-4           | 13 mar.       |
| 31 ott.      | 4-0          | Juventus-Genoa   | 1-1           | 13 mar.       |
| 31 ott.      | 2-1          | Lazio-Udinese    | 2-2           | 13 mar.       |
| 31 ott.      | 5-1          | Lecce-Atalanta   | 4-3           | 13 mar.       |
| 31 ott.      | 1-1          | Piacenza-Napoli  | 0-0           | 13 mar.       |
| 31 ott.      | 0-0          | Reggiana-Roma    | 0-0           | 13 mar.       |
| 31 ott.      | 3-2          | Sampdoria-Milan  | 0-1           | 13 mar.       |

| andata (11ª) | andata (11ª) | 11ª giornata       | ritorno (28ª) | ritorno (28ª) |
|              |              |                    |               |               |
| 7 nov.       | 0-0          | Atalanta-Piacenza  | 0-4           | 20 mar.       |
| 7 nov.       | 2-1          | Cremonese-Lecce    | 4-2           | 20 mar.       |
| 7 nov.       | 1-2          | Inter-Milan        | 1-2           | 20 mar.       |
| 7 nov.       | 1-2          | Napoli-Lazio       | 0-3           | 20 mar.       |
| 7 nov.       | 2-0          | Parma-Juventus     | 0-4           | 20 mar.       |
| 7 nov.       | 0-0          | Roma-Foggia        | 1-1           | 20 mar.       |
| 7 nov.       | 1-2          | Sampdoria-Cagliari | 0-0           | 20 mar.       |
| 7 nov.       | 2-0          | Torino-Reggiana    | 0-1           | 20 mar.       |
| 7 nov.       | 0-4          | Udinese-Genoa      | 0-3           | 20 mar.       |

| andata (12ª) | andata (12ª) | 12ª giornata       | ritorno (29ª) | ritorno (29ª) |
|              |              |                    |               |               |
| 21 nov.      | 0-2          | Atalanta-Parma     | 1-2           | 25 mar.       |
| 21 nov.      | 1-2          | Foggia-Sampdoria   | 0-6           | 27 mar.       |
| 21 nov.      | 1-0          | Genoa-Inter        | 3-1           | 26 mar.       |
| 21 nov.      | 1-1          | Juventus-Cagliari  | 1-0           | 27 mar.       |
| 21 nov.      | 1-2          | Lazio-Torino       | 1-1           | 27 mar.       |
| 21 nov.      | 0-2          | Lecce-Roma         | 0-3           | 27 mar.       |
| 21 nov.      | 2-1          | Milan-Napoli       | 0-1           | 27 mar.       |
| 21 nov.      | 0-0          | Piacenza-Udinese   | 2-2           | 27 mar.       |
| 21 nov.      | 2-0          | Reggiana-Cremonese | 1-1           | 27 mar.       |

| andata (11ª) | andata (11ª) | 11ª giornata       | ritorno (28ª) | ritorno (28ª) |
|              |              |                    |               |               |
| 7 nov.       | 0-0          | Atalanta-Piacenza  | 0-4           | 20 mar.       |
| 7 nov.       | 2-1          | Cremonese-Lecce    | 4-2           | 20 mar.       |
| 7 nov.       | 1-2          | Inter-Milan        | 1-2           | 20 mar.       |
| 7 nov.       | 1-2          | Napoli-Lazio       | 0-3           | 20 mar.       |
| 7 nov.       | 2-0          | Parma-Juventus     | 0-4           | 20 mar.       |
| 7 nov.       | 0-0          | Roma-Foggia        | 1-1           | 20 mar.       |
| 7 nov.       | 1-2          | Sampdoria-Cagliari | 0-0           | 20 mar.       |
| 7 nov.       | 2-0          | Torino-Reggiana    | 0-1           | 20 mar.       |
| 7 nov.       | 0-4          | Udinese-Genoa      | 0-3           | 20 mar.       |

| andata (12ª) | andata (12ª) | 12ª giornata       | ritorno (29ª) | ritorno (29ª) |
|              |              |                    |               |               |
| 21 nov.      | 0-2          | Atalanta-Parma     | 1-2           | 25 mar.       |
| 21 nov.      | 1-2          | Foggia-Sampdoria   | 0-6           | 27 mar.       |
| 21 nov.      | 1-0          | Genoa-Inter        | 3-1           | 26 mar.       |
| 21 nov.      | 1-1          | Juventus-Cagliari  | 1-0           | 27 mar.       |
| 21 nov.      | 1-2          | Lazio-Torino       | 1-1           | 27 mar.       |
| 21 nov.      | 0-2          | Lecce-Roma         | 0-3           | 27 mar.       |
| 21 nov.      | 2-1          | Milan-Napoli       | 0-1           | 27 mar.       |
| 21 nov.      | 0-0          | Piacenza-Udinese   | 2-2           | 27 mar.       |
| 21 nov.      | 2-0          | Reggiana-Cremonese | 1-1           | 27 mar.       |

| andata (13ª) | andata (13ª) | 13ª giornata        | ritorno (30ª) | ritorno (30ª) |
|              |              |                     |               |               |
| 28 nov.      | 1-1          | Cagliari-Roma       | 0-2           | 2 apr.        |
| 28 nov.      | 2-2          | Inter-Juventus      | 0-1           | 2 apr.        |
| 28 nov.      | 4-0          | Lazio-Genoa         | 1-1           | 2 apr.        |
| 28 nov.      | 5-0          | Napoli-Reggiana     | 0-1           | 2 apr.        |
| 28 nov.      | 0-0          | Parma-Milan         | 1-1           | 2 apr.        |
| 28 nov.      | 5-4          | Piacenza-Foggia     | 0-1           | 2 apr.        |
| 28 nov.      | 3-1          | Sampdoria-Cremonese | 0-0           | 2 apr.        |
| 28 nov.      | 3-0          | Torino-Lecce        | 2-1           | 2 apr.        |
| 28 nov.      | 0-0          | Udinese-Atalanta    | 1-1           | 2 apr.        |

| andata (14ª) | andata (14ª) | 14ª giornata       | ritorno (31ª) | ritorno (31ª) |
|              |              |                    |               |               |
| 5 dic.       | 1-1          | Atalanta-Lazio     | 1-3           | 10 apr.       |
| 5 dic.       | 4-0          | Cremonese-Piacenza | 1-1           | 10 apr.       |
| 5 dic.       | 2-2          | Foggia-Udinese     | 0-3           | 10 apr.       |
| 5 dic.       | 1-1          | Genoa-Sampdoria    | 1-1           | 10 apr.       |
| 5 dic.       | 1-0          | Juventus-Napoli    | 0-0           | 10 apr.       |
| 5 dic.       | 1-3          | Lecce-Inter        | 1-4           | 8 apr.        |
| 5 dic.       | 1-0          | Milan-Torino       | 0-0           | 9 apr.        |
| 5 dic.       | 3-1          | Reggiana-Cagliari  | 0-3           | 9 apr.        |
| 5 dic.       | 2-0          | Roma-Parma         | 2-0           | 9 apr.        |

| andata (13ª) | andata (13ª) | 13ª giornata        | ritorno (30ª) | ritorno (30ª) |
|              |              |                     |               |               |
| 28 nov.      | 1-1          | Cagliari-Roma       | 0-2           | 2 apr.        |
| 28 nov.      | 2-2          | Inter-Juventus      | 0-1           | 2 apr.        |
| 28 nov.      | 4-0          | Lazio-Genoa         | 1-1           | 2 apr.        |
| 28 nov.      | 5-0          | Napoli-Reggiana     | 0-1           | 2 apr.        |
| 28 nov.      | 0-0          | Parma-Milan         | 1-1           | 2 apr.        |
| 28 nov.      | 5-4          | Piacenza-Foggia     | 0-1           | 2 apr.        |
| 28 nov.      | 3-1          | Sampdoria-Cremonese | 0-0           | 2 apr.        |
| 28 nov.      | 3-0          | Torino-Lecce        | 2-1           | 2 apr.        |
| 28 nov.      | 0-0          | Udinese-Atalanta    | 1-1           | 2 apr.        |

| andata (14ª) | andata (14ª) | 14ª giornata       | ritorno (31ª) | ritorno (31ª) |
|              |              |                    |               |               |
| 5 dic.       | 1-1          | Atalanta-Lazio     | 1-3           | 10 apr.       |
| 5 dic.       | 4-0          | Cremonese-Piacenza | 1-1           | 10 apr.       |
| 5 dic.       | 2-2          | Foggia-Udinese     | 0-3           | 10 apr.       |
| 5 dic.       | 1-1          | Genoa-Sampdoria    | 1-1           | 10 apr.       |
| 5 dic.       | 1-0          | Juventus-Napoli    | 0-0           | 10 apr.       |
| 5 dic.       | 1-3          | Lecce-Inter        | 1-4           | 8 apr.        |
| 5 dic.       | 1-0          | Milan-Torino       | 0-0           | 9 apr.        |
| 5 dic.       | 3-1          | Reggiana-Cagliari  | 0-3           | 9 apr.        |
| 5 dic.       | 2-0          | Roma-Parma         | 2-0           | 9 apr.        |

| andata (15ª) | andata (15ª) | 15ª giornata     | ritorno (32ª) | ritorno (32ª) |
|              |              |                  |               |               |
| 12 dic.      | 0-4          | Cagliari-Parma   | 1-3           | 17 apr.       |
| 12 dic.      | 1-4          | Genoa-Foggia     | 0-3           | 17 apr.       |
| 12 dic.      | 3-0          | Inter-Sampdoria  | 1-3           | 17 apr.       |
| 12 dic.      | 3-1          | Lazio-Juventus   | 1-6           | 17 apr.       |
| 12 dic.      | 4-0          | Napoli-Atalanta  | 1-1           | 17 apr.       |
| 12 dic.      | 1-0          | Piacenza-Roma    | 1-3           | 17 apr.       |
| 12 dic.      | 1-0          | Reggiana-Lecce   | 4-2           | 17 apr.       |
| 12 dic.      | 1-1          | Torino-Cremonese | 1-1           | 17 apr.       |
| 6 gen.       | 0-0          | Udinese-Milan    | 2-2           | 17 apr.       |

| andata (16ª) | andata (16ª) | 16ª giornata       | ritorno (33ª) | ritorno (33ª) |
|              |              |                    |               |               |
| 19 dic.      | 2-1          | Atalanta-Genoa     | 1-2           | 24 apr.       |
| 19 dic.      | 1-1          | Cremonese-Udinese  | 3-3           | 24 apr.       |
| 19 dic.      | 1-0          | Foggia-Torino      | 4-1           | 24 apr.       |
| 19 dic.      | 2-0          | Juventus-Piacenza  | 0-0           | 24 apr.       |
| 19 dic.      | 1-2          | Lecce-Lazio        | 0-3           | 24 apr.       |
| 19 dic.      | 2-1          | Milan-Cagliari     | 0-0           | 24 apr.       |
| 19 dic.      | 1-3          | Parma-Napoli       | 0-2           | 24 apr.       |
| 19 dic.      | 1-1          | Roma-Inter         | 2-2           | 23 apr.       |
| 19 dic.      | 1-0          | Sampdoria-Reggiana | 1-1           | 24 apr.       |

| andata (15ª) | andata (15ª) | 15ª giornata     | ritorno (32ª) | ritorno (32ª) |
|              |              |                  |               |               |
| 12 dic.      | 0-4          | Cagliari-Parma   | 1-3           | 17 apr.       |
| 12 dic.      | 1-4          | Genoa-Foggia     | 0-3           | 17 apr.       |
| 12 dic.      | 3-0          | Inter-Sampdoria  | 1-3           | 17 apr.       |
| 12 dic.      | 3-1          | Lazio-Juventus   | 1-6           | 17 apr.       |
| 12 dic.      | 4-0          | Napoli-Atalanta  | 1-1           | 17 apr.       |
| 12 dic.      | 1-0          | Piacenza-Roma    | 1-3           | 17 apr.       |
| 12 dic.      | 1-0          | Reggiana-Lecce   | 4-2           | 17 apr.       |
| 12 dic.      | 1-1          | Torino-Cremonese | 1-1           | 17 apr.       |
| 6 gen.       | 0-0          | Udinese-Milan    | 2-2           | 17 apr.       |

| andata (16ª) | andata (16ª) | 16ª giornata       | ritorno (33ª) | ritorno (33ª) |
|              |              |                    |               |               |
| 19 dic.      | 2-1          | Atalanta-Genoa     | 1-2           | 24 apr.       |
| 19 dic.      | 1-1          | Cremonese-Udinese  | 3-3           | 24 apr.       |
| 19 dic.      | 1-0          | Foggia-Torino      | 4-1           | 24 apr.       |
| 19 dic.      | 2-0          | Juventus-Piacenza  | 0-0           | 24 apr.       |
| 19 dic.      | 1-2          | Lecce-Lazio        | 0-3           | 24 apr.       |
| 19 dic.      | 2-1          | Milan-Cagliari     | 0-0           | 24 apr.       |
| 19 dic.      | 1-3          | Parma-Napoli       | 0-2           | 24 apr.       |
| 19 dic.      | 1-1          | Roma-Inter         | 2-2           | 23 apr.       |
| 19 dic.      | 1-0          | Sampdoria-Reggiana | 1-1           | 24 apr.       |

| \| andata (17ª) \| andata (17ª) \| 17ª giornata \| ritorno (34ª) \| ritorno (34ª) \| \| \| \| \| \| \| \| 2 gen. \| 2-1 \| Cagliari-Lecce \| 1-0 \| 1º mag. \| \| 2 gen. \| 1-0 \| Genoa-Cremonese \| 1-1 \| 1º mag. \| \| 2 gen. \| 1-2 \| Inter-Atalanta \| 1-2 \| 1º mag. \| \| 2 gen. \| 1-1 \| Lazio-Sampdoria \| 4-3 \| 1º mag. \| \| 2 gen. \| 1-1 \| Napoli-Foggia \| 1-0 \| 1º mag. \| \| 2 gen. \| 1-1 \| Piacenza-Parma \| 0-0 \| 29 apr. \| \| 2 gen. \| 0-1 \| Reggiana-Milan \| 1-0 \| 1º mag. \| \| 2 gen. \| 1-1 \| Torino-Roma \| 0-2 \| 1º mag. \| \| 2 gen. \| 0-3 \| Udinese-Juventus \| 0-1 \| 1º mag. \| |              |                  |               |               |
| andata (17ª) | andata (17ª) | 17ª giornata     | ritorno (34ª) | ritorno (34ª) |
| |              |                  |               |               |
| 2 gen. | 2-1          | Cagliari-Lecce   | 1-0           | 1º mag.       |
| 2 gen. | 1-0          | Genoa-Cremonese  | 1-1           | 1º mag.       |
| 2 gen. | 1-2          | Inter-Atalanta   | 1-2           | 1º mag.       |
| 2 gen. | 1-1          | Lazio-Sampdoria  | 4-3           | 1º mag.       |
| 2 gen. | 1-1          | Napoli-Foggia    | 1-0           | 1º mag.       |
| 2 gen. | 1-1          | Piacenza-Parma   | 0-0           | 29 apr.       |
| 2 gen. | 0-1          | Reggiana-Milan   | 1-0           | 1º mag.       |
| 2 gen. | 1-1          | Torino-Roma      | 0-2           | 1º mag.       |
| 2 gen. | 0-3          | Udinese-Juventus | 0-1           | 1º mag.       |

| andata (17ª) | andata (17ª) | 17ª giornata     | ritorno (34ª) | ritorno (34ª) |
|              |              |                  |               |               |
| 2 gen.       | 2-1          | Cagliari-Lecce   | 1-0           | 1º mag.       |
| 2 gen.       | 1-0          | Genoa-Cremonese  | 1-1           | 1º mag.       |
| 2 gen.       | 1-2          | Inter-Atalanta   | 1-2           | 1º mag.       |
| 2 gen.       | 1-1          | Lazio-Sampdoria  | 4-3           | 1º mag.       |
| 2 gen.       | 1-1          | Napoli-Foggia    | 1-0           | 1º mag.       |
| 2 gen.       | 1-1          | Piacenza-Parma   | 0-0           | 29 apr.       |
| 2 gen.       | 0-1          | Reggiana-Milan   | 1-0           | 1º mag.       |
| 2 gen.       | 1-1          | Torino-Roma      | 0-2           | 1º mag.       |
| 2 gen.       | 0-3          | Udinese-Juventus | 0-1           | 1º mag.       |

## Statistiche

### Squadre

#### Capoliste solitarie
|    | —— | —— | —— | ——    | ——    | ——    | ——    | —— | ——  | ——  | ——  | ——  | ——  | ——  | ——    | ——    | ——    | ——    | ——    | ——    | ——    | ——    | ——    | ——    | ——    | ——    | ——    | ——    | ——    | ——    | ——    | ——    | ——    | —— |  |
|    |    |    |    | Milan | Milan | Milan | Milan |    |     |     |     |     | Mil |     | Milan | Milan | Milan | Milan | Milan | Milan | Milan | Milan | Milan | Milan | Milan | Milan | Milan | Milan | Milan | Milan | Milan | Milan | Milan |    |  |
|    |    |    |    |       |       |       |       |    |     |     |     |     |     |     |       |       |       |       |       |       |       |       |       |       |       |       |       |       |       |       |       |       |       |    |  |
|    |    |    |    |       |       |       |       |    |     |     |     |     |     |     |       |       |       |       |       |       |       |       |       |       |       |       |       |       |       |       |       |       |       |    |  |
| 1ª | 2ª | 3ª | 4ª | 5ª    | 6ª    | 7ª    | 8ª    | 9ª | 10ª | 11ª | 12ª | 13ª | 14ª | 15ª | 16ª   | 17ª   | 18ª   | 19ª   | 20ª   | 21ª   | 22ª   | 23ª   | 24ª   | 25ª   | 26ª   | 27ª   | 28ª   | 29ª   | 30ª   | 31ª   | 32ª   | 33ª   | 34ª   |    |  |

#### Classifica in divenire
|           | 1ª | 2ª | 3ª | 4ª | 5ª | 6ª | 7ª | 8ª | 9ª | 10ª | 11ª | 12ª | 13ª | 14ª | 15ª | 16ª | 17ª | 18ª | 19ª | 20ª | 21ª | 22ª | 23ª | 24ª | 25ª | 26ª | 27ª | 28ª | 29ª | 30ª | 31ª | 32ª | 33ª | 34ª |
|           |    |    |    |    |    |    |    |    |    |     |     |     |     |     |     |     |     |     |     |     |     |     |     |     |     |     |     |     |     |     |     |     |     |     |
| --------- | -- | -- | -- | -- | -- | -- | -- | -- | -- | --- | --- | --- | --- | --- | --- | --- | --- | --- | --- | --- | --- | --- | --- | --- | --- | --- | --- | --- | --- | --- | --- | --- | --- | --- |
| Atalanta  | 2  | 2  | 4  | 4  | 5  | 5  | 5  | 5  | 6  | 6   | 7   | 7   | 8   | 9   | 9   | 11  | 13  | 14  | 15  | 15  | 15  | 15  | 16  | 16  | 16  | 17  | 17  | 17  | 17  | 18  | 18  | 19  | 19  | 21  |
| Cagliari  | 0  | 0  | 1  | 3  | 5  | 7  | 8  | 8  | 8  | 10  | 12  | 13  | 14  | 14  | 14  | 14  | 16  | 17  | 18  | 19  | 20  | 21  | 21  | 23  | 25  | 26  | 26  | 27  | 27  | 27  | 29  | 29  | 30  | 32  |
| Cremonese | 0  | 2  | 2  | 4  | 5  | 5  | 7  | 8  | 10 | 11  | 13  | 13  | 13  | 15  | 16  | 17  | 17  | 18  | 18  | 18  | 18  | 20  | 20  | 21  | 21  | 22  | 24  | 26  | 27  | 28  | 29  | 30  | 31  | 32  |
| Foggia    | 1  | 2  | 4  | 5  | 5  | 6  | 6  | 7  | 8  | 9   | 10  | 10  | 10  | 11  | 13  | 15  | 16  | 18  | 18  | 20  | 20  | 21  | 23  | 25  | 25  | 26  | 26  | 27  | 27  | 29  | 29  | 31  | 33  | 33  |
| Genoa     | 2  | 2  | 3  | 3  | 4  | 4  | 5  | 6  | 6  | 6   | 8   | 10  | 10  | 11  | 11  | 11  | 13  | 14  | 15  | 16  | 16  | 17  | 18  | 19  | 21  | 22  | 23  | 25  | 27  | 28  | 29  | 29  | 31  | 32  |
| Inter     | 2  | 3  | 5  | 5  | 6  | 8  | 9  | 10 | 12 | 14  | 14  | 14  | 15  | 17  | 19  | 20  | 20  | 20  | 22  | 24  | 25  | 25  | 25  | 26  | 26  | 28  | 28  | 28  | 28  | 28  | 30  | 30  | 31  | 31  |
| Juventus  | 2  | 2  | 4  | 5  | 7  | 8  | 10 | 12 | 13 | 15  | 15  | 16  | 17  | 19  | 19  | 21  | 23  | 24  | 25  | 26  | 28  | 29  | 31  | 32  | 34  | 34  | 35  | 37  | 39  | 41  | 42  | 44  | 45  | 47  |
| Lazio     | 1  | 2  | 4  | 4  | 5  | 5  | 6  | 8  | 9  | 11  | 13  | 13  | 15  | 16  | 18  | 20  | 21  | 21  | 23  | 23  | 25  | 27  | 29  | 29  | 31  | 33  | 34  | 36  | 37  | 38  | 40  | 40  | 42  | 44  |
| Lecce     | 0  | 0  | 0  | 0  | 0  | 1  | 1  | 2  | 2  | 4   | 4   | 4   | 4   | 4   | 4   | 4   | 4   | 5   | 6   | 6   | 6   | 7   | 7   | 9   | 9   | 9   | 11  | 11  | 11  | 11  | 11  | 11  | 11  | 11  |
| Milan     | 2  | 4  | 5  | 7  | 9  | 11 | 12 | 13 | 14 | 14  | 16  | 18  | 19  | 21  | 21* | 23  | 25  | 27* | 28  | 30  | 32  | 34  | 36  | 38  | 40  | 42  | 44  | 46  | 46  | 47  | 48  | 49  | 50  | 50  |
| Napoli    | 0  | 0  | 1  | 3  | 4  | 6  | 7  | 9  | 11 | 12  | 12  | 12  | 14  | 14  | 16  | 18  | 19  | 19  | 21  | 22  | 23  | 24  | 24  | 25  | 25  | 27  | 28  | 28  | 30  | 30  | 31  | 32  | 34  | 36  |
| Parma     | 2  | 4  | 4  | 6  | 8  | 9  | 11 | 12 | 14 | 14  | 16  | 18  | 19  | 19  | 21  | 21  | 22  | 22  | 23  | 25  | 27  | 29  | 31  | 31  | 33  | 33* | 35  | 35  | 37  | 38  | 38* | 40  | 40  | 41  |
| Piacenza  | 0  | 0  | 1  | 2  | 4  | 4  | 5  | 5  | 7  | 8   | 9   | 10  | 12  | 12  | 14  | 14  | 15  | 15  | 17  | 17  | 19  | 20  | 22  | 22  | 22  | 23  | 24  | 26  | 27  | 27  | 28  | 28  | 29  | 30  |
| Reggiana  | 0  | 1  | 1  | 2  | 2  | 3  | 4  | 5  | 5  | 6   | 6   | 8   | 8   | 10  | 12  | 12  | 12  | 14  | 14  | 16  | 16  | 17  | 17  | 18  | 18  | 18* | 19  | 21  | 22  | 24  | 26* | 28  | 29  | 31  |
| Roma      | 0  | 2  | 3  | 3  | 3  | 5  | 5  | 7  | 8  | 9   | 10  | 12  | 13  | 15  | 15  | 16  | 17  | 18  | 19  | 19  | 20  | 20  | 21  | 22  | 22  | 22  | 23  | 24  | 26  | 28  | 30  | 32  | 33  | 35  |
| Sampdoria | 2  | 4  | 4  | 6  | 8  | 9  | 11 | 11 | 13 | 15  | 15  | 17  | 19  | 20  | 20  | 22  | 23  | 25  | 25  | 26  | 28  | 30  | 30  | 32  | 34  | 36  | 37  | 37  | 39  | 40  | 41  | 43  | 44  | 44  |
| Torino    | 2  | 4  | 5  | 7  | 7  | 9  | 9  | 10 | 10 | 10  | 12  | 14  | 16  | 16  | 17  | 17  | 18  | 20  | 21  | 22  | 23  | 23  | 24  | 25  | 27  | 27  | 29  | 29  | 30  | 32  | 33  | 34  | 34  | 34  |
| Udinese   | 0  | 2  | 3  | 3  | 3  | 3  | 5  | 6  | 6  | 6   | 6   | 7   | 8   | 9   | 9*  | 10  | 10  | 13* | 14  | 16  | 17  | 17  | 19  | 19  | 21  | 21  | 22  | 22  | 23  | 24  | 26  | 27  | 28  | 28  |

NOTA: l'asterisco indica che l'incontro è stato rinviato o sospeso e che gli eventuali punti assegnati sono stati aggiunti nella giornata successiva al giorno infrasettimanale in cui è stato effettuato il recupero. Pertanto, come nel caso dell'Udinese durante la diciottesima giornata, si verifica un incremento anomalo del punteggio (nel caso specifico di 3 punti). L'asterisco è stato inserito anche in corrispondenza della giornata nella quale sono stati, eventualmente, aggiunti i punti della partita recuperata. 

#### Primati stagionali
- Maggior numero di partite vinte in trasferta: 8 (Milan)
- Minor numero di partite perse: 3 (Milan)
- Massimo dei pareggi: 16 (Genoa)
- Minor numero di partite vinte: 3 (Lecce)
- Maggior numero di partite perse: 26 (Lecce)
- Minimo dei pareggi: 5 (Lecce)
- Miglior attacco: 64 (Sampdoria)
- Miglior difesa: 15 (Milan)
- Miglior differenza reti: +33 (Juventus)
- Peggior attacco: 28 (Lecce)
- Peggior difesa: 72 (Lecce)
- Peggior differenza reti: −44 (Lecce)
- Partita con più reti segnate: Piacenza-Foggia 5-4 (9)
- Partita con maggior scarto di reti: Sampdoria-Foggia 6-0 (6)

### Individuali

#### Classifica marcatori
| Gol | Rigori |  | Giocatore               | Squadra   |
| --- | ------ |  | ----------------------- | --------- |
| 23  | 6      |  | Giuseppe Signori        | Lazio     |
| 18  | 3      |  | Gianfranco Zola         | Parma     |
| 17  | 6      |  | Roberto Baggio          | Juventus  |
| 17  | 4      |  | Andrea Silenzi          | Torino    |
| 16  |        |  | Rubén Sosa              | Inter     |
| 15  | 4      |  | Daniel Fonseca          | Napoli    |
| 15  |        |  | Ruud Gullit             | Sampdoria |
| 14  | 5      |  | Marco Branca            | Udinese   |
| 13  |        |  | Julio César Dely Valdés | Cagliari  |
| 12  | 1      |  | Abel Balbo              | Roma      |
| 12  | 3      |  | Roberto Mancini         | Sampdoria |
| 12  |        |  | Luís Oliveira           | Cagliari  |
| 12  |        |  | Bryan Roy               | Foggia    |
| 11  |        |  | Daniele Massaro         | Milan     |
| 11  |        |  | Andrea Tentoni          | Cremonese |

### Media spettatori
Media spettatori della Serie A 1993-94: 29.883
| Club      | Pos. | Media  |
| --------- | ---- | ------ |
| Milan     | 1    | 65.708 |
| Roma      | 2    | 52.615 |
| Lazio     | 3    | 50.149 |
| Inter     | 4    | 49.469 |
| Juventus  | 5    | 44.520 |
| Napoli    | 6    | 39.594 |
| Sampdoria | 7    | 30.616 |
| Genoa     | 8    | 26.391 |
| Torino    | 9    | 26.130 |
| Parma     | 10   | 25.364 |
| Atalanta  | 11   | 20.355 |
| Foggia    | 12   | 19.468 |
| Cagliari  | 13   | 18.343 |
| Udinese   | 14   | 18.163 |
| Piacenza  | 15   | 14.658 |
| Reggiana  | 16   | 13.377 |
| Lecce     | 17   | 12.394 |
| Cremonese | 18   | 10.611 |